# 古海岸遗址
古海岸遗址，是位于中国广东省广州市海珠区七星岗的一個海蚀平台遺址，古海岸遗址表明當地曾經是南海海岸，距離現今的南海海岸有100千米以上。該遺址为广州市的一个市、县级文物保护单位，类型为古遗址，公布时间为1983年8月。古海岸遗址的历史年代为五、六千年前。該遺址於1937年5月14日由中山大学教授吴尚时發現。2018年7月1日，七星岗古海岸遗址公园建成並对外开放。